# Georgius Barschius
Georg Baresch (1585 - 1662), també conegut com a Georgius Barschius, va ser un alquimista txec que va treballar a la cort de Rodolf II de Praga.
A la mort de Jacobus Sinapius (1622), responsable de la biblioteca de l'emperador, va quedar com a únic propietari del Manuscrit Voynich el qual va tractar de traduir en va.
El 1636 Athanasius Kircher va publicar el seu Prodromus Coptus sive Aegyptiacus de manera que Baresch va pensar que l'alemany seria l'únic capaç d'interpretar els seus estranys signes i contingut: li va escriure una carta (1637), en la qual li demanava que estudiés el text i tractés de trobar una solució al problema adjuntant-li còpies d'alguna de les seves pàgines; aquesta primera carta s'ha perdut però no hi ha constància que Kircher s'interessés en la qüestió o que aconseguís algun resultat.
En una segona carta (datada a l'abril de 1639) es va interessar per la traducció de les còpies de diverses pàgines que li havia enviat temps enrere (obra que defineix com un llibre que conté "dibuixos de plantes, imatges d'estels i altres coses que feien pensar en secrets químics"), alhora que s'oferia a remetre-li el manuscrit original aprofitant el viatge d'alguns amics seus des de Praga fins a Roma.
Tampoc va haver-hi resposta a aquesta segona carta, pel que Baresch va continuar amb els seus estèrils intents de traducció fins al dia de la seva mort, moment en el qual va llegar el llibre al seu amic Johannes Marcus Marci. Aquest contactaria també amb Kircher el 1665 o 1666, i finalment li remetria el manuscrit perquè intentés traduir-lo: no es coneix el resultat i Kircher mai va esmentar res sobre el tema, per la qual cosa cal suposar que no va tenir èxit o que ho va considerar com una simple estafa.

## Font
- The Voynich Manuscript: An Elegant Enigma. D' Imperio (1978). Aegean Park Press (1980).
- The Queen's Conjuror. Benjamin Wollet (2001), Flamingo, Londres.